# Замятін Михайло Костянтинович
Замятін Михайло Костянтинович (28 березня (10 квітня) 1895, м. Томськ, Томська губернія, Російська імперія) — один із директорів Вінницького медичного інституту в Рейхскомісаріаті Україна (1941–1944).

## Життєпис
Народився в родині священника. Упродовж 1906–1914 років навчався у місцевій 1-й чоловічій гімназії, після закінчення якої вступив на медичний факультет Томського державного університету. У 1919 р. закінчив навчання в університеті. Брав участь у Першій світовій війні. 2 травня 1919 р. урядом Колчака був призваний до Білої армії. Служив лікарем 8-го кінного козацького Оренбурзького полку. Надавав допомогу пораненим та хворим. У 1919 році хворів висипним тифом. Після одужання в січні 1920 р. був призначений молодшим ординатором польового запасного шпиталю у м. Гур'єв, пізніше служив молодшим ординатором 1-го хірургічного шпиталю у м. Самара, старшим лікарем Ташкентської школи авіації. З грудня 1921 р. до вересня 1923 р. залучався до Всеобучу: працював у Томську вільнонайманим викладачем фізіології в 5-й школі інструкторів фізичної освіти Робітничо-селянської Червоної армії (РСЧА).
16 вересня 1922 р. Михайла Костянтиновича почав працювати науковим співробітником кафедри нормальної анатомії медичного факультету Томського державного університету. В листопаді 1930 р. на базі лікувально-профілактичного і санітарно-профілактичного факультетів було створено Томський державний медичний інститут. Тут М. К. Замятін працював асистентом (1930) та впродовж липня 1931 р. — листопада 1932 р. — доцентом кафедри нормальної анатомії санітарно-профілактичного факультету. Упродовж листопада 1932 р. — червня 1936 р. був професором, завідувачем кафедри нормальної анатомії людини новоствореного Архангельського державного медичного інституту. Цікавим фактом є те, що саме лекцією з анатомії професора Замятіна 16 грудня 1932 р. розпочалися регулярні заняття в інституті. 
Впродовж 1936–1941 років Михайло Костянтинович працював професором, завідувачем кафедри нормальної анатомії людини Вінницького медичного інституту. У зв'язку з початком воєнних дій німецько-радянської війни М. К. Замятін мав евакуюватися м. Уфа, та за складних умов під час відступу Червоної армії не було можливості цього зробити, тому він залишився у Вінниці. Під час нацистської окупації професор Замятін був завідувачем кафедри нормальної анатомії людини (22.07.1941–28.09.1943) і тимчасово виконував обов’язки директора законсервованого Вінницького медичного інституту (22.07.1941–05.02.1942).
5 лютого 1942 р. міська управа видала наказ про відновлення роботи Вінницького медичного інституту та призначення нової дирекції. Виконувачем обов’язків директора став М. К. Замятін і на цій посаді він працював до 19 жовтня 1942 р.
15 лютого 1942 р. в окупованій Вінниці розпочалися заняття на п’ятому курсі медичного інституту з підготовки лікарів для цивільного населення.
Михайло Костянтинович поєднував роботу в медичному інституті з роботою лікаря-окуліста Пироговської лікарні (1 грудня 1941 р. – вересень 1942 р.), центральної поліклініки (22 квітня 1942 р. – 31 грудня 1942 р.), Замостянської поліклініки (1 березня 1943 р. — 20 березня 1944 р.).
Після захоплення Вінниці комуністами, брав участь у відновленні роботи медичного інституту. У характеристиці М. К. Замятіна відзначалося, що він організував головний і навчальний музей, мацерувальну та кісткову майстерні, бетонні трупосховища та бібліотеку. З 15 квітня 1944 р. працював на посаді професора, виконувачем обов’язків завідувача кафедри нормальної анатомії Вінницького медичного інституту. 
Дисертація М. К. Замятіна «О взаимоотношениях интерьера и экстерьера головы человека» на здобуття вченого ступеня доктора медичних наук складалася з вступної частини, семи розділів, списку вітчизняної та зарубіжної літератури і була написана на 232 сторінках. В ній науковець доводив, що вертикальне положення тіла людини пов’язане з потужним розвитком центральної нервової системи.
У жовтні 1947 р. Вища атестаційна комісія затвердила М. К. Замятіна у вченому званні професора кафедри нормальної анатомії людини.
У Вінниці М. К. Замятін написав у співавторстві з асистентами 12 наукових праць. Напрямки його наукових досліджень були в галузі нормальної, патологічної анатомії та історії анатомії.

## Наукові роботи
- "К механике плечевого пояса" (1928)
- "Некоторые данные о сравнительном объеме долей легких" (1928)
- "Некоторые данные о распространение альвеолярного воздуха в долях легких" (1929)
- "Анатомические факторы, способствующие укреплению плечевого сустава" (1929)
- "Об анатомических особенностях правого предсердия" (1930)
- "Случай ацефалии и акардии домашнего барана" (1930)
- "К вопросу о подковообразной почке" (1931)
- "Случай неправильного начала общих сонных и правой полусонной артерий" (1931)
- "О силе жевательных мышц и крепости нижней челюсти" (1930)
- "Новый способ построения лицевого угла" (1933)
- "Случай двойного уродства" (1935)
- "Некоторые материалы о сравнительном объеме долей легких у новорожденых" (1935)
- "Об «обезьяньем» типе отхождения левой общей сонной аорты" (1936)
- "О салазкообразной челюсти" (1936)
- "Случай симуляции гермафродитизма" (1936)
- "О распределении воздуха в легких у собак" (1936)
- "О веерообразном расположении ветвей 5 и 7-ми пар черепно-мозговых нервов" (1936)[5].

## Львівський період
У серпні 1949 р. Михайло Костянтинович звільнився з Вінницького медичного інституту і продовжив працювати у Львівському державному інституті фізичної культури (нині Львівський державний університет фізичної культури імені Івана Боберського) на посаді завідувача кафедри анатомії (1949–1950). У 1951 році Всесоюзний комітет у справах фізичної культури та спорту при Раді Міністрів СРСР не затвердив М. К. Замятіна на посаді завідувача кафедри. Михайло Костянтинович був звільнений з посади. Лише 1 вересня 1960 року був поновлений на роботі того самого закладу: виконував обов'язки завідувача кафедри анатомії та біомеханіки, де працював до виходу на пенсію, 22 серпня 1964 року.